# Carlos da Silva (Regisseur)
Carlos da Silva (* 1934 in Setúbal; † 15. November 2008 in Lissabon) war ein portugiesischer Filmregisseur und Filmproduzent.

## Leben
Carlos da Silva begann seine Laufbahn als Schauspieler in Frankreich, am Théâtre de Paris für Luchino Visconti und im Film für Claude Lelouch. Die 1963 von Bernard Chevry gegründete internationale Programm-Messe Mip TV in Cannes leitete er deren erste zwei Jahre lang, danach arbeitete er lange Jahre für Produktionen des Französischen Kinos.
Er trat stets wenig in das Rampenlicht der Öffentlichkeit. Bekannter wurde er erst für seine erste Regiearbeit, den Film Mortinho por Chegar a Casa (1996), den er mit dem holländischen Regisseur George Sluizer zusammen drehte. Für die Tragikomödie um einen in den Niederlanden verstorbenen Portugiesen und dessen Anstrengungen, seine Seele zurück in seine Heimat zu bringen, war Silva für mehrere Filmpreise nominiert, darunter für ein Goldenes Kalb beim Niederländischen Filmfestival und für einen Crystal Star beim Internationalen Filmfestival von Brüssel. Auch für Filmpreise in Portugal wurde er nominiert, so bei den Globos de Ouro 1996 und beim Fantasporto-Filmfestival in Portugal, wo er dann auch ausgezeichnet wurde.
Am Samstag, dem 15. November 2008 starb er in Lissabon an Herzversagen. Er wurde danach auf dem Cemitério do Alto de São João beigesetzt.

## Filmografie
- 1996: Mortinho por Chegar a Casa (Co-Regie, auch Produzent, Drehbuchautor und Nebendarsteller)